# Armando Dal Chiele
Armando Dal Chiele (ur. 11 lutego 1959 w Lonigo) – włoski żużlowiec, występujący również na długim torze i na trawie.

## Życiorys
Brązowy medalista indywidualnych mistrzostw Europy na torze trawiastym (Eenrum 1993); oprócz tego dwukrotny finalista tych rozgrywek (Uithuizen 1990 – X miejsce, Alken 1992 – XIII miejsce). Dwukrotny medalista indywidualnych mistrzostw Włoch na torze trawiastym: złoty (1993) oraz srebrny (1990). Dwukrotny uczestnik półfinałów indywidualnych mistrzostw świata na długim torze (1983, 1993). 
Na torach klasycznych – wielokrotny reprezentant Włoch na arenie międzynarodowej, m.in. trzykrotny finalista mistrzostw świata par (Lonigo 1984 – VII miejsce, Leszno 1989 – VIII miejsce, Lonigo 1992 – IV miejsce), dwukrotny półfinalista drużynowych mistrzostw świata (Slany 1982 – III miejsce, Pardubice 1983 – III miejsce) oraz wielokrotny uczestnik eliminacji indywidualnych mistrzostw świata, w tym dwukrotny uczestnik finałów kontynentalnych (Rybnik 1983 – XVI miejsce, Lonigo 1987 – VI miejsce).
Oprócz tego, wielokrotny medalista mistrzostw Włoch na torach klasycznych, w tym: złoty (1990) i srebrny (1991) w drużynie, czterokrotnie złoty (1983, 1986, 1987, 1990) i dwukrotnie srebrny (1985, 1988) w parach oraz trzykrotnie srebrny (1985, 1988, 1992) i sześciokrotnie brązowy (1983, 1984, 1986, 1990, 1991, 1993) indywidualnie.
W lidze brytyjskiej reprezentant klubów Birmingham Brummies (1982) oraz King’s Lynn Stars (1988, 1989, 1991). Najwyższą średnią meczową (6,86 pkt) uzyskał w sezonie 1988.